# Hitpig!
Hitpig! é um filme britânico de animação digital do gênero comédia de ação dirigido por Cinzia Angelini e David Feiss e codirigido por Maurizio Parimbelli. O filme vem de uma história de Berkerly Breathed, baseada em seu livro infantil de 2008, Pete & Pickles. Breathed também escreveu o roteiro com Dave Rosenbaum e Tyler Werrin. Produzido pela Aniventure e a Cinesite, o filme conta com as vozes de Jason Sudeikis, Lilly Singh, Rainn Wilson, Anitta, RuPaul, Hannah Gadsby e Charlie Adler.
Hitpig! foi lançado nos Estados Unidos em 1 de novembro de 2024.

## Sinopse
O porco Hitpig é chamado para capturar elefante Pickles, que fugiu de um showman de Las Vegas.

## Elenco
- Jason Sudeikis como Hitpig, um porco caçador de recompensas.
- Lilly Singh como Pickles, um elefante.
- Rainn Wilson
- Anitta como Letícia dos Anjos, uma libertadora de animais brasileira.
- RuPaul
- Hannah Gadsby
- Charlie Adler

## Produção

### Desenvolvimento
Hitpig! foi concebido por Berkeley Breathed como uma adaptação cinematográfica de seu livro infantil de 2008, Pete & Pickles. O filme inicialmente entrou em desenvolvimento na Dreamworks Animation em 2014 antes de ser abandonado logo depois. Antes de Hitpig, Breathed tentou pela primeira vez adaptar o livro em 2010, como uma série pré-escolar com a Technicolor.
Em 2020, foi anunciado que a produtora de animação britânica Aniventure produziria o filme, com direção de Cinzia Angelini e Maurizio Parimbelli. Pouco depois, Parimbelli seria substituído por David Feiss, embora Parimbelli ainda receberia o crédito de codiretor. A produção de animação foi realizada pela Cinesite por meio de suas instalações em Montreal, bem como em suas instalações em Vancouver.

### Escalação do elenco
Em 2020, foi anunciado que Peter Dinklage, Lilly Singh, Rainn Wilson, RuPaul, Hannah Gadsby e Dany Boon tinham sido escalados para o filme. Quando David Feiss entrou como diretor, Dany Boon saiu do projeto e foi substituído pelo dublador e ex-colaborador de Feiss em A Vaca e o Frango, Charlie Adler, que também forneceu as vozes para dois outros papéis para o filme. Em março de 2022, foi anunciado que Anitta havia sido escalada para o elenco.

## Música
Em 8 de março de 2022, foi anunciado que Isabella Summers comporia a trilha sonora do filme.

## Marketing
O primeiro teaser trailer do filme foi lançado em 18 de março de 2022.

## Lançamento
Em agosto de 2024, a Viva Pictures adquiriu os direitos nos Estados Unidos e agendou o lançamento do filme nos cinemas para 1 de novembro de 2024.